# Debate da Nação
Debate da Nação foi um programa televisivo de debate transmitido pela RTP1, com a duração de 60 minutos. Era semanal e contava com a presença de Paulo Rangel, Anacoreta Correia, António Filipe, Fernando Rosas e Francisco Assis que debatiam os grandes temas da actualidade, sob moderação de Carlos Daniel. Nas últimas emissões, era moderado por José Rodrigues dos Santos.